# José Ramón Cuervo-Arango
José Ramón Cuervo-Arango Martínez (Gijón, 23 de julio de  1947) es un médico y fotógrafo español.

## Biografía
Nació en Gijón donde realizó sus estudios primarios y secundarios, en el Colegio de la Inmaculada. En 1965 se trasladó a Salamanca para estudiar Medicina. A partir de los años setenta, mientras realizaba sus estudios de especialización médica en Murcia, Oviedo y Santander, comenzó a interesarse por la fotografía y poco a poco empezó a mostrar un interés creativo en la misma. En 1980 conoció a Aaron Siskind en Barcelona, lo que coincidió con la decisión de exponer sus trabajos fotográficos.
Durante la década de los ochenta intensifica su actividad fotográfica: entra a formar parte del equipo de la revista PhotoVision, participa en los Encuentros de Arlés, vende su obra a instituciones como la Biblioteca Nacional de Francia y la FNAC. Su obra aparece en diversas publicaciones como Nueva Lente o Arte Fotográfico y es expuesta en múltiples espacios. El IVAM tiene obra suya, así como el Museo Jovellanos de Gijón y el Museo de Bellas Artes de Asturias.  
Su obra ha sido publicada en diversas ocasiones: en 1987 el Museo de Bellas Artes de Asturias realizó una publicación sobre una exposición y en 1998 apareció su libro "Fotografías : 7 marzo-12 abril 1998" y en 2003 "Al otro lado del espejo". En 2009 fue premiado en el XL Certamen Nacional de Arte de Luarca. Como consecuencia se realizó una exposición itinerante de su obra tras siete años sin exponer, así como una publicación.